# Piast Erzsébet magyar királyné

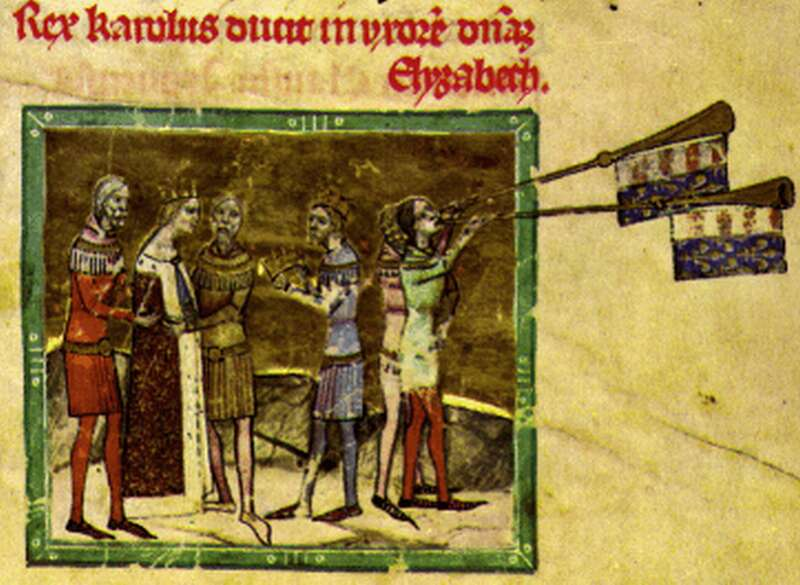
Károly Róbert esküvője Erzsébettel a Képes krónikában

Łokietek Erzsébet (ismert még mint Lengyelországi Erzsébet, lengyelül: Elżbieta Łokietkówna; 1305 – 1380. december 29.), a Piast-házból származó lengyel királyi hercegnő, házassága révén Magyarország királynéja 1320 és 1342 között. Károly Róbert hitveseként, majd I. Lajos uralkodása idején anyakirálynőként a 14. századi magyar politikai és kulturális élet meghatározó szereplője. De facto társuralkodó volt. Erzsébet volt Łokietek Ulászló lengyel király és Kaliszi Hedvig királyné egyik leánya, egyben Nagy Kázmér lengyel király testvére. Gyermekei között van a későbbi Nagy Lajos magyar király, valamint unokái között Mária magyar királynő és Szent Hedvig lengyel királynő.

## A királyi feleség
Erzsébet a Piast-házból származó I. Łokietek (Kisnövésű vagy Rőfnyi vagy Könyöknyi) Ulászló lengyel király (1306–1333) és Piast Hedvig lánya, Jámbor Boleszláv és Árpád-házi Boldog Jolán unokája (tehát Erzsébet anyai ágon IV. Béla magyar király (1235–1270) dédunokája volt). Apja súlyos harcok eredményeként újraegyesítette a több mint másfél évszázadra részfejedelemségekre szétesett Lengyelországot. Küzdelmeiben fontos szövetségese volt az ugyancsak országegyesítő Károly Róbert magyar király, akihez – kapcsolatukat erősítendő – Erzsébet lányát adta feleségül.
Károly Róbert 1320. július 6-án kötött házasságot Erzsébettel, aki ettől kezdve hatvan éven át – szinte mint egy társuralkodó – meghatározó szerepet játszott az ország bel- és külpolitikájának alakításában, és a kulturális életben. Károly Róbert udvarában aztán Erzsébettel együtt megjelentek a lengyel rokonok is. A királyné hathatós támogatása következtében választotta meg az esztergomi káptalan a sziléziai Piast-ágból származó Boleszlót esztergomi érsekké. A királyi pár afölött is szemet hunyt, hogy az említett Boleszló nem éppen tisztességes körülmények között választatta meg Nyitra püspökévé. Erzsébet tevékenyen részt vett az 1335-ös visegrádi királytalálkozó lebonyolításában. Abban is lehetett szerepe, hogy testvére, III. (Nagy) Kázmér lengyel király 1339-ben az ő fiát, Lajost tette trónja örökösévé.
Erzsébetnek a szívügye volt a jobbágyok helyzetének javítása, befolyásának köszönhetően az Anjou korban sok olyan rendelet születik, amik védik a jobbágyokat. Például, ha egy nemes megvert egy jobbágyot, akkor azt a nemest kivégezték.
Férje életében Erzsébetnek hatalmas befolyása volt, még a pápa is szívességeket kért tőle. A királyné köztudottan támogatta az özvegyeket és árvákat, így a rászorulók mindig számíthattak Erzsébet pártfogására.
1325-ben Mikcs Ákos lesz az erdélyi vajda, aki korábban Erzsébet udvarában töltött be tisztséget. Erzsébet tudatosan emelte fontos pozíciókba a saját udvari embereit, hogy ilyen módon legyen befolyása az államügyekre. 
Mivel Erzsébetet kiskorában matematikára is tanítottak, fontos segítséget tudott nyújtani Károlynak a pénzügyi reformokhoz. 
1327-ben Erzsébet a békét köt a régóta lengyel ellenes Drugeth családdal, mikor Drugeth Vilmos az udvarba érkezik, feleségét kinevezi az udvarhölgyének. Köcski Sándor országbírót is megnyeri azzal, hogy unonahúgát az udvarába fogadja. 
Mikor a pápa Dörögdi Miklóst nevezi ki esztergomi érseknek 1328-ban, a király és királyné együtt tiltakozik. A közös intézkedés mutatja, hogy együtt uralkodtak és közösen hozták meg a döntéseket. Végül Erzsébet befolyásának köszönhetően, fia, István herceg keresztapját, Telegdi Csanádot nevezi ki a pápa esztergomi érseknek.
Erzsébet gyakran beleszólt bírósági ügyekbe, ha valakit az oltalmába vett, afelett még a nádor sem ítélkezhetett.

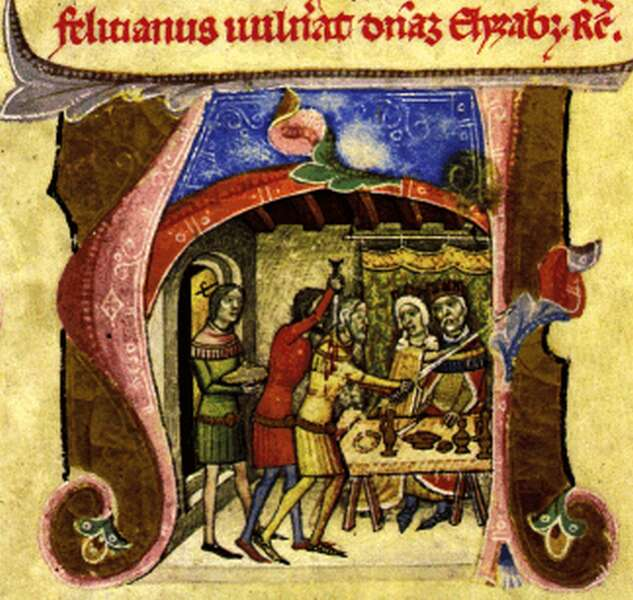
Zách Felicián merénylete a Képes krónikában

Erzsébet öt fiúgyermeknek adott életet, akik közül a fent említett Lajos, a későbbi magyar király, Endre és a dalmát-horvát-szlavón hercegi címet viselő István érte meg a felnőttkort. Mielőtt azonban felnőhettek volna, túl kellett élniük a magyar történelem egyik leghírhedtebb merényletét: 1330. április 17-én ugyanis Zách Felicián Visegrádon a magyar király és családja ellen támadt. A merénylet-kísérletben (amelynek leírását a Képes krónikából idézzük) a gyermekeit védő Erzsébet is megsebesült: „…Felicián észrevétlenül belopózva odalépett a király asztala elé, és éles kardját kirántva hüvelyéből, veszett kutya módjára heves támadással könyörtelenül meg akarta ölni a királyt, a királynét és fiaikat. […] A király jobb kezén […] könnyű sebet ejtett. De – ó, fájdalom – a szentséges királyné jobb kezének négy ujját, amelyet a szegények, nyomorultak és elesett emberek felé könyörületesen szokott nyújtani alamizsnaosztáskor, azon nyomban levágta.” A közhiedelemmel ellentétben Záh Klára nem volt a királyné udvarhölgye, de a király udvarában tartózkodott, mikor a merénylet történt. Később, Lajos nápolyi hadjárata alatt terjesztették a pletykát Erzsébet ellen, hogy befeketítsék, de Erzsébet mindig is a jóságáról volt híres, és valószínűtlen, hogy öccse kezére játszotta volna a saját udvarhölgyét.
1331-ben régensként uralkodik Károly külföldi tartózkodása alatt. Ugyanebben az évben a királyné megkapja a pápa engedélyét kolostorok építésére. 
Mikor a király a palotában tartózkodott, Erzsébet parancsleveleket adott ki. 
1332-ben egyik lengyel rokonát összeházasította Szécsényi Tamás erdélyi vajdával, mint a politikai szövetségük megpecsételése.
1333-ban Drugeth Vilmos lett a nádor, aki Erzsébet embere volt. 1333-34-ben újból a királyné kormányozta egyedül az országot, mikor a király Nápolyban volt. 
Károly a királyné miatt vezeti be a fiúsítás intézményét (amellyel a nemes nők is megkaphatják apjuk teljes örökségét), hogy Erzsébet udvarhölgye, Gelsei Margit örökölhessen az elhunyt Köcski Sándor országbíró után.
1335-ben Erzsébet szervezi meg a visegrádi királytalálkozót. Magára az ünnepségre a királyné névnapján került sor, így Európa nagy uralkodói őt ünnepelték.
Erzsébet plébánosa 1337-től Kálti Márk, a Képes Krónika szerkesztője.
Az 1338-as második visegrádi királytalálkozón Erzsébet esküdtként van feltüntetve férje és más fejedelmek mellett, jelezve, hogy a szerződést együtt kötik.
Erzsébet továbbá rábeszéli öccsét, Kázmér lengyel királyt, hogy fiát (a későbbi Nagy Lajost) válassza trónörökösnek. 1339-ben végül a lengyel rendek elfogadják Lajost trónörökösnek, ez Erzsébet számára hatalmas győzelem volt.
Károly király uralkodásának utolsó pár évében Erzsébetre ruházta a királyi jogokat, minthogy Erzsébet a király betegsége alatt egyedül kormányozta az országon, irányította a királyi hivatalnokokat teljesen közvetlenül, olyan privilégiumokat adományozott, amiket csak király tehet.

## Az özvegy anyakirályné
Míg Visegrádon sikerült megakadályozni egy esetleges gyilkosságot, addig tizenöt év múlva Endre fiát, aki a nápolyi trón várományosa volt, már nem sikerült megóvnia. Az ő nápolyi uralmát volt hivatott megerősíteni és törvényesíteni az 1343-44-es római és dél-itáliai zarándoklata. Ennek során az anyakirályné több ezer kilogramm aranyat és töménytelen mennyiségű ajándékozásra szánt ékszert és ezüstöt vitt magával. Az avignoni pápai udvarban csak részeredményeket ért el, a megvesztegetésre szánt pénz haszontalanul folyt el. Az ajándékozás olyan méreteket öltött, hogy inflációt okozott az éppen aranyhiánnyal küszködő Európában.
Az anyakirályné nem érezte fiát biztonságban, haza akarta hozni, de aztán hagyta magát lebeszélni tervéről. 1345. szeptember 19-ére virradó éjszaka Aversában a magyar királyfit felesége, Johanna tudtával meggyilkolták. A korabeli krónikás is megrázóan tudósít a királyi édesanya gyászáról: „Mennyire megsiratta fia halálát édesanyja, a királyné asszony, jobb elhallgatni, semmint valamit is mondani, mert ezt a keserűséget úgy nyelv el nem mondhatja. Urak és úrnők, hajadonok és özvegyek, Magyarország főnemesei mind összejöttek a királyné asszonynál, s látván a királyné fájdalmát ártatlan fiának veszte fölött, mindnyájunk szívét sírás és részvét hasogatta.” Fájdalmában fia, Lajos király is osztozott, aki két nápolyi hadjárattal próbált elégtételt venni a családját ért sérelemért.
Férje, Károly Róbert halála után Erzsébet – a kor szokásával ellentétben – nem vonult kolostorba, hanem Lajos fia legfőbb politikai támasza lett: befolyása haláláig megmaradt. Lajos szinte minden fontosabb intézkedése, birtokadománya (a ceglédi is) hangsúlyozza, hogy édesanyja beleegyezésével került rá sor. Még az igen fontos 1351-es törvény kiadásához is szükség volt a királyi özvegy jóváhagyására, ugyanis a bevezetőben ezt olvashatjuk: „a fenséges fejedelemasszonynak, Erzsébetnek, ugyanazon kegyelemből Magyarország királynéjának, a mi legkedvesebb édesanyánknak a szíves hozzájárulásával”.
Az anyakirályné nem egyszer a bírósági ítéletekben is érvényesíteni tudta saját akaratát. A külpolitikába is beleavatkozott: 1357-ben IV. Károly német-római császárral, a budai udvarban nevelkedett Schweidnitzi Anna császárnéval, és lengyel rokonaival először meglátogatta Szent Erzsébet marburgi sírját, majd Aachenbe zarándokolt. A zarándoklat összefügghetett azzal, hogy Lajos király a Velencével vívott háborújához igyekezett ilyen módon szövetségest szerezni.
Anya és fia kapcsolatát igen jól világítja meg a következő eset: IV. Károly császár egy lengyel krónikás szerint 1361-ben minősíthetetlen szavakkal nyilatkozott a magyar anyakirálynéról és Lajos politikájában játszott túlzott befolyásáról. A fiú szenvedélyes hangú levélben védte meg édesanyját: „Nem méltó a tiszteletre az, aki a tisztelet eredetére támad, uralkodásra sem méltó az, aki nem képes eszének parancsolni. Miért nevezed magad uralkodónak és császárnak s akarsz parancsolni az egész világnak, ha eszedet sem tudod kormányozni, s becsmérlő nyelvedet sem megfékezni? […] Ha Téged is erény hozott volna a világra, édesanyám őfelségét nem sértegetted volna ócsárló szavakkal magadon kívül borgőzös állapotban…” A lovagkirály a személyes párviadaltól sem riadt volna vissza annak érdekében, hogy lemossa az anyakirályné becsületén esett foltot, de a feszültséget végül mégis inkább diplomáciai úton simították el.
Nagy Kázmér 1370-es halála után Lajost lengyel királlyá koronázták. A magyar uralkodó az országot anyjára, Kázmér nővérére bízta. A perszonálunió sok feszültséget rejtett magában, mivel Erzsébet és Lajos elsősorban a kislengyel nemzetségekre támaszkodott: ez azonban kiváltotta a nagylengyel nemesség elégedetlenségét. Összeesküvést is szőttek a magyar uralom ellen, trónkövetelőként Erzsébet másod-unokatestvérét, a már kolostorba vonult Fehér Ulászlót léptették fel, akit csak a pannonhalmi apátsággal sikerült egy időre lecsendesíteni. A magyarok és lengyelek közötti feszültség 1376 decemberében véres összetűzéshez vezetett: Krakkóban 160 magyart mészároltak le az idős királyné kíséretéből. Erzsébet erre elhagyta Lengyelországot és visszatért Budára. A lengyelek már nem érezték őt maguk közül valónak, hiszen szülőföldjén is magyar kísérettel vette körül magát.

## Hitbuzgómecénásés városalapító királyné
A királyné a Lajos által 1343-ban neki adományozott Óbudán rendezte be özvegyi udvarát. Ekkor készülhetett a város pecsétje is, amelyen a magyar-Anjou és a sasos lengyel pajzs alighanem Erzsébet királyné személyére utal. A királyné nagyon szeretett az óbudai klarissza apácák között tartózkodni. Az 1334. évi alapítólevél szerint Erzsébet saját és szülei lelki üdvére építtette a kolostort, amelyhez háromhajós templom csatlakozott. Az épületeket csodálatos kincsekkel szerelte fel. Ezek közé tartozott plasztikus ereklyetartó-szobrokkal díszített gyönyörű házioltára, amelyet ma a New York-i Metropolitan Múzeumban őriznek. Az óbudai klarissza konvent valamelyik oltárán állhatott az a barokk korban alakított Madonna-faszobor is, amely ma a piliscsabai plébániatemplomban látható.
Az óbudai klarisszákon keresztül kapcsolódik Erzsébethez a ceglédi városalapítás is. Nagy Lajos király 1358. január 10-én Budán kelt oklevelével Ceglédet (Cegleed) édesanyjának, Erzsébet anyakirálynénak adományozza. 1364. május 8-án a király, anyja kérésére, a ceglédi királynői polgároknak és telepeseknek vámmentességet ad, amit tulajdonképpen városalapításnak tekinthetünk. Lajos király 1368. szeptember 8-án erősíti meg édesanyja adományát, amellyel a város évszázadokra az óbudai klarissza apácakolostor birtokába kerül. A hagyomány Erzsébet királynénak tulajdonítja a ceglédi plébániatemplom építtetését is. Kétségtelen, hogy az 1821-ben lebontott gótikus templom a XIV-XV. században épülhetett, de volt egy olyan része is (a Szent Anna-kápolna), amely valószínűleg már az Árpád-korban is állt. Ezt 1360 körül a királyné hozathatta rendbe. Cegléden és Óbudán kívül is számtalan építkezés és adomány fűződik Erzsébet nevéhez, ami jól mutatja anya és fia buzgó, ugyanakkor politikai célokat is szolgáló vallásosságát.
Az ország kormányzati rendszerében meghatározó szerepet játszó özvegy anyakirályné 1380. december 29-én halt meg. Végrendelete szerint, az általa mindig szeretett és támogatott óbudai klarisszák Krisztus Teste-kápolnájában helyezték végső nyugalomra.

## Ősei
Erzsébet királyné és férje, Károly Róbert király közötti legközelebbi Árpád-házi rokonsági kapcsolat:
|  |  |  |  |  |  |  |  |  |  |  |  |  |  |                                       |                                       |                                       |                                       |                                       |                                       |                                  |                                  |                                         |                                  |                                 |                                 |                                     |                                     |                                     |                                     |                                     |                                     | IV. Béla magyar király (1206–1270) | IV. Béla magyar király (1206–1270) | IV. Béla magyar király (1206–1270) | IV. Béla magyar király (1206–1270) | IV. Béla magyar király (1206–1270) | IV. Béla magyar király (1206–1270) |  |  | Laszkarisz Mária (1206–1270) | Laszkarisz Mária (1206–1270) | Laszkarisz Mária (1206–1270)                | Laszkarisz Mária (1206–1270)                | Laszkarisz Mária (1206–1270)                | Laszkarisz Mária (1206–1270)                |                                             |                                             |                               |                               |                               |                               |                            |                            |                              |                              |                              |                              |                              |                              |  |  |
|  |  |  |  |  |  |  |  |  |  |  |  |  |  |                                       |                                       |                                       |                                       |                                       |                                       |                                  |                                  |                                         |                                  |                                 |                                 |                                     |                                     |                                     |                                     |                                     |                                     | IV. Béla magyar király (1206–1270) | IV. Béla magyar király (1206–1270) | IV. Béla magyar király (1206–1270) | IV. Béla magyar király (1206–1270) | IV. Béla magyar király (1206–1270) | IV. Béla magyar király (1206–1270) |  |  | Laszkarisz Mária (1206–1270) | Laszkarisz Mária (1206–1270) | Laszkarisz Mária (1206–1270)                | Laszkarisz Mária (1206–1270)                | Laszkarisz Mária (1206–1270)                | Laszkarisz Mária (1206–1270)                |                                             |                                             |                               |                               |                               |                               |                            |                            |                              |                              |                              |                              |                              |                              |  |  |
|  |  |  |  |  |  |  |  |  |  |  |  |  |  |                                       |                                       |                                       |                                       |                                       |                                       |                                  |                                  |                                         |                                  |                                 |                                 |                                     |                                     |                                     |                                     |                                     |                                     |                                    |                                    |                                    |                                    |                                    |                                    |  |  |                              |                              |                                             |                                             |                                             |                                             |                                             |                                             |                               |                               |                               |                               |                            |                            |                              |                              |                              |                              |                              |                              |  |  |
|  |  |  |  |  |  |  |  |  |  |  |  |  |  |                                       |                                       |                                       |                                       |                                       |                                       |                                  |                                  |                                         |                                  |                                 |                                 |                                     |                                     |                                     |                                     |                                     |                                     |                                    |                                    |                                    |                                    |                                    |                                    |  |  |                              |                              |                                             |                                             |                                             |                                             |                                             |                                             |                               |                               |                               |                               |                            |                            |                              |                              |                              |                              |                              |                              |  |  |
|  |  |  |  |  |  |  |  |  |  |  |  |  |  |                                       |                                       |                                       |                                       | Kun Erzsébet (1240–1290)              | Kun Erzsébet (1240–1290)              | Kun Erzsébet (1240–1290)         | Kun Erzsébet (1240–1290)         | Kun Erzsébet (1240–1290)                | Kun Erzsébet (1240–1290)         |                                 |                                 | V. István magyar király (1239–1272) | V. István magyar király (1239–1272) | V. István magyar király (1239–1272) | V. István magyar király (1239–1272) | V. István magyar király (1239–1272) | V. István magyar király (1239–1272) |                                    |                                    |                                    |                                    |                                    |                                    |  |  |                              |                              |                                             |                                             |                                             |                                             | Boldog Jolán (1235–1298)                    | Boldog Jolán (1235–1298)                    | Boldog Jolán (1235–1298)      | Boldog Jolán (1235–1298)      | Boldog Jolán (1235–1298)      | Boldog Jolán (1235–1298)      |                            |                            | Jámbor Boleszláv (1225–1279) | Jámbor Boleszláv (1225–1279) | Jámbor Boleszláv (1225–1279) | Jámbor Boleszláv (1225–1279) | Jámbor Boleszláv (1225–1279) | Jámbor Boleszláv (1225–1279) |  |  |
|  |  |  |  |  |  |  |  |  |  |  |  |  |  |                                       |                                       |                                       |                                       | Kun Erzsébet (1240–1290)              | Kun Erzsébet (1240–1290)              | Kun Erzsébet (1240–1290)         | Kun Erzsébet (1240–1290)         | Kun Erzsébet (1240–1290)                | Kun Erzsébet (1240–1290)         |                                 |                                 | V. István magyar király (1239–1272) | V. István magyar király (1239–1272) | V. István magyar király (1239–1272) | V. István magyar király (1239–1272) | V. István magyar király (1239–1272) | V. István magyar király (1239–1272) |                                    |                                    |                                    |                                    |                                    |                                    |  |  |                              |                              |                                             |                                             |                                             |                                             | Boldog Jolán (1235–1298)                    | Boldog Jolán (1235–1298)                    | Boldog Jolán (1235–1298)      | Boldog Jolán (1235–1298)      | Boldog Jolán (1235–1298)      | Boldog Jolán (1235–1298)      |                            |                            | Jámbor Boleszláv (1225–1279) | Jámbor Boleszláv (1225–1279) | Jámbor Boleszláv (1225–1279) | Jámbor Boleszláv (1225–1279) | Jámbor Boleszláv (1225–1279) | Jámbor Boleszláv (1225–1279) |  |  |
|  |  |  |  |  |  |  |  |  |  |  |  |  |  |                                       |                                       |                                       |                                       |                                       |                                       |                                  |                                  |                                         |                                  |                                 |                                 |                                     |                                     |                                     |                                     |                                     |                                     |                                    |                                    |                                    |                                    |                                    |                                    |  |  |                              |                              |                                             |                                             |                                             |                                             |                                             |                                             |                               |                               |                               |                               |                            |                            |                              |                              |                              |                              |                              |                              |  |  |
|  |  |  |  |  |  |  |  |  |  |  |  |  |  | II. Károly nápolyi király (1254–1309) | II. Károly nápolyi király (1254–1309) | II. Károly nápolyi király (1254–1309) | II. Károly nápolyi király (1254–1309) | II. Károly nápolyi király (1254–1309) | II. Károly nápolyi király (1254–1309) |                                  |                                  | Magyarországi Mária (1257–1323)         | Magyarországi Mária (1257–1323)  | Magyarországi Mária (1257–1323) | Magyarországi Mária (1257–1323) | Magyarországi Mária (1257–1323)     | Magyarországi Mária (1257–1323)     |                                     |                                     |                                     |                                     |                                    |                                    |                                    |                                    |                                    |                                    |  |  |                              |                              | Łokietek Ulászló lengyel király (1242–1314) | Łokietek Ulászló lengyel király (1242–1314) | Łokietek Ulászló lengyel király (1242–1314) | Łokietek Ulászló lengyel király (1242–1314) | Łokietek Ulászló lengyel király (1242–1314) | Łokietek Ulászló lengyel király (1242–1314) |                               |                               | Kaliszi Hedvig (1266–1339)    | Kaliszi Hedvig (1266–1339)    | Kaliszi Hedvig (1266–1339) | Kaliszi Hedvig (1266–1339) | Kaliszi Hedvig (1266–1339)   | Kaliszi Hedvig (1266–1339)   |                              |                              |                              |                              |  |  |
|  |  |  |  |  |  |  |  |  |  |  |  |  |  | II. Károly nápolyi király (1254–1309) | II. Károly nápolyi király (1254–1309) | II. Károly nápolyi király (1254–1309) | II. Károly nápolyi király (1254–1309) | II. Károly nápolyi király (1254–1309) | II. Károly nápolyi király (1254–1309) |                                  |                                  | Magyarországi Mária (1257–1323)         | Magyarországi Mária (1257–1323)  | Magyarországi Mária (1257–1323) | Magyarországi Mária (1257–1323) | Magyarországi Mária (1257–1323)     | Magyarországi Mária (1257–1323)     |                                     |                                     |                                     |                                     |                                    |                                    |                                    |                                    |                                    |                                    |  |  |                              |                              | Łokietek Ulászló lengyel király (1242–1314) | Łokietek Ulászló lengyel király (1242–1314) | Łokietek Ulászló lengyel király (1242–1314) | Łokietek Ulászló lengyel király (1242–1314) | Łokietek Ulászló lengyel király (1242–1314) | Łokietek Ulászló lengyel király (1242–1314) |                               |                               | Kaliszi Hedvig (1266–1339)    | Kaliszi Hedvig (1266–1339)    | Kaliszi Hedvig (1266–1339) | Kaliszi Hedvig (1266–1339) | Kaliszi Hedvig (1266–1339)   | Kaliszi Hedvig (1266–1339)   |                              |                              |                              |                              |  |  |
|  |  |  |  |  |  |  |  |  |  |  |  |  |  |                                       |                                       |                                       |                                       |                                       |                                       |                                  |                                  |                                         |                                  |                                 |                                 |                                     |                                     |                                     |                                     |                                     |                                     |                                    |                                    |                                    |                                    |                                    |                                    |  |  |                              |                              |                                             |                                             |                                             |                                             |                                             |                                             |                               |                               |                               |                               |                            |                            |                              |                              |                              |                              |                              |                              |  |  |
|  |  |  |  |  |  |  |  |  |  |  |  |  |  |                                       |                                       |                                       |                                       | Anjou Martell Károly (1271–1295)      | Anjou Martell Károly (1271–1295)      | Anjou Martell Károly (1271–1295) | Anjou Martell Károly (1271–1295) | Anjou Martell Károly (1271–1295)        | Anjou Martell Károly (1271–1295) |                                 |                                 | Habsburg Klemencia (1262–1293)      | Habsburg Klemencia (1262–1293)      | Habsburg Klemencia (1262–1293)      | Habsburg Klemencia (1262–1293)      | Habsburg Klemencia (1262–1293)      | Habsburg Klemencia (1262–1293)      |                                    |                                    |                                    |                                    |                                    |                                    |  |  |                              |                              |                                             |                                             |                                             |                                             | Łokietek Erzsébet (1305–1380)               | Łokietek Erzsébet (1305–1380)               | Łokietek Erzsébet (1305–1380) | Łokietek Erzsébet (1305–1380) | Łokietek Erzsébet (1305–1380) | Łokietek Erzsébet (1305–1380) |                            |                            |                              |                              |                              |                              |                              |                              |  |  |
|  |  |  |  |  |  |  |  |  |  |  |  |  |  |                                       |                                       |                                       |                                       | Anjou Martell Károly (1271–1295)      | Anjou Martell Károly (1271–1295)      | Anjou Martell Károly (1271–1295) | Anjou Martell Károly (1271–1295) | Anjou Martell Károly (1271–1295)        | Anjou Martell Károly (1271–1295) |                                 |                                 | Habsburg Klemencia (1262–1293)      | Habsburg Klemencia (1262–1293)      | Habsburg Klemencia (1262–1293)      | Habsburg Klemencia (1262–1293)      | Habsburg Klemencia (1262–1293)      | Habsburg Klemencia (1262–1293)      |                                    |                                    |                                    |                                    |                                    |                                    |  |  |                              |                              |                                             |                                             |                                             |                                             | Łokietek Erzsébet (1305–1380)               | Łokietek Erzsébet (1305–1380)               | Łokietek Erzsébet (1305–1380) | Łokietek Erzsébet (1305–1380) | Łokietek Erzsébet (1305–1380) | Łokietek Erzsébet (1305–1380) |                            |                            |                              |                              |                              |                              |                              |                              |  |  |
|  |  |  |  |  |  |  |  |  |  |  |  |  |  |                                       |                                       |                                       |                                       |                                       |                                       |                                  |                                  |                                         |                                  |                                 |                                 |                                     |                                     |                                     |                                     |                                     |                                     |                                    |                                    |                                    |                                    |                                    |                                    |  |  |                              |                              |                                             |                                             |                                             |                                             |                                             |                                             |                               |                               |                               |                               |                            |                            |                              |                              |                              |                              |                              |                              |  |  |
|  |  |  |  |  |  |  |  |  |  |  |  |  |  |                                       |                                       |                                       |                                       |                                       |                                       |                                  |                                  | Károly Róbert magyar király (1288–1342) |                                  |                                 |                                 |                                     |                                     |                                     |                                     |                                     |                                     |                                    |                                    |                                    |                                    |                                    |                                    |  |  |                              |                              |                                             |                                             |                                             |                                             |                                             |                                             |                               |                               |                               |                               |                            |                            |                              |                              |                              |                              |                              |                              |  |  |
|  |  |  |  |  |  |  |  |  |  |  |  |  |  |                                       |                                       |                                       |                                       |                                       |                                       |                                  |                                  |                                         |                                  |                                 |                                 |                                     |                                     |                                     |                                     |                                     |                                     |                                    |                                    |                                    |                                    |                                    |                                    |  |  |                              |                              |                                             |                                             |                                             |                                             |                                             |                                             |                               |                               |                               |                               |                            |                            |                              |                              |                              |                              |                              |                              |  |  |